# Garnison Königsberg in Preußen

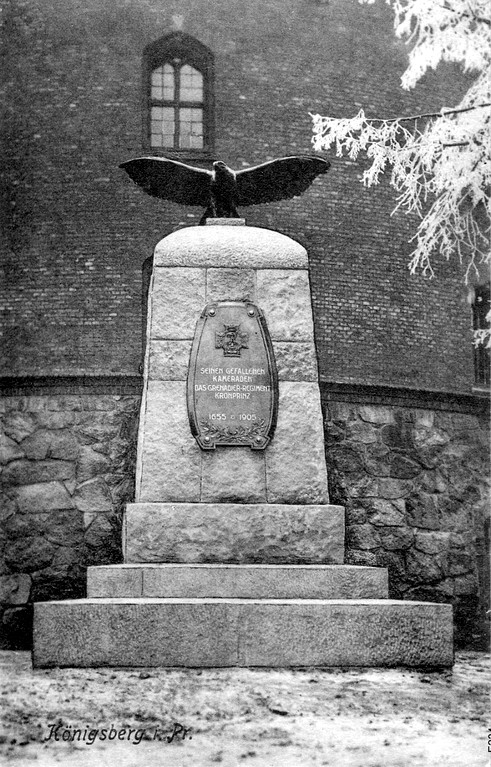
Denkmal des Regiments „Kronprinz“

Die Garnison Königsberg war ein preußischer und deutscher Truppenstandort. Die exponierte Lage Königsbergs und die ungesicherten Landesgrenzen Ostpreußens brachten ihm über dreihundert Jahre besondere Bedeutung.

## Geschichte

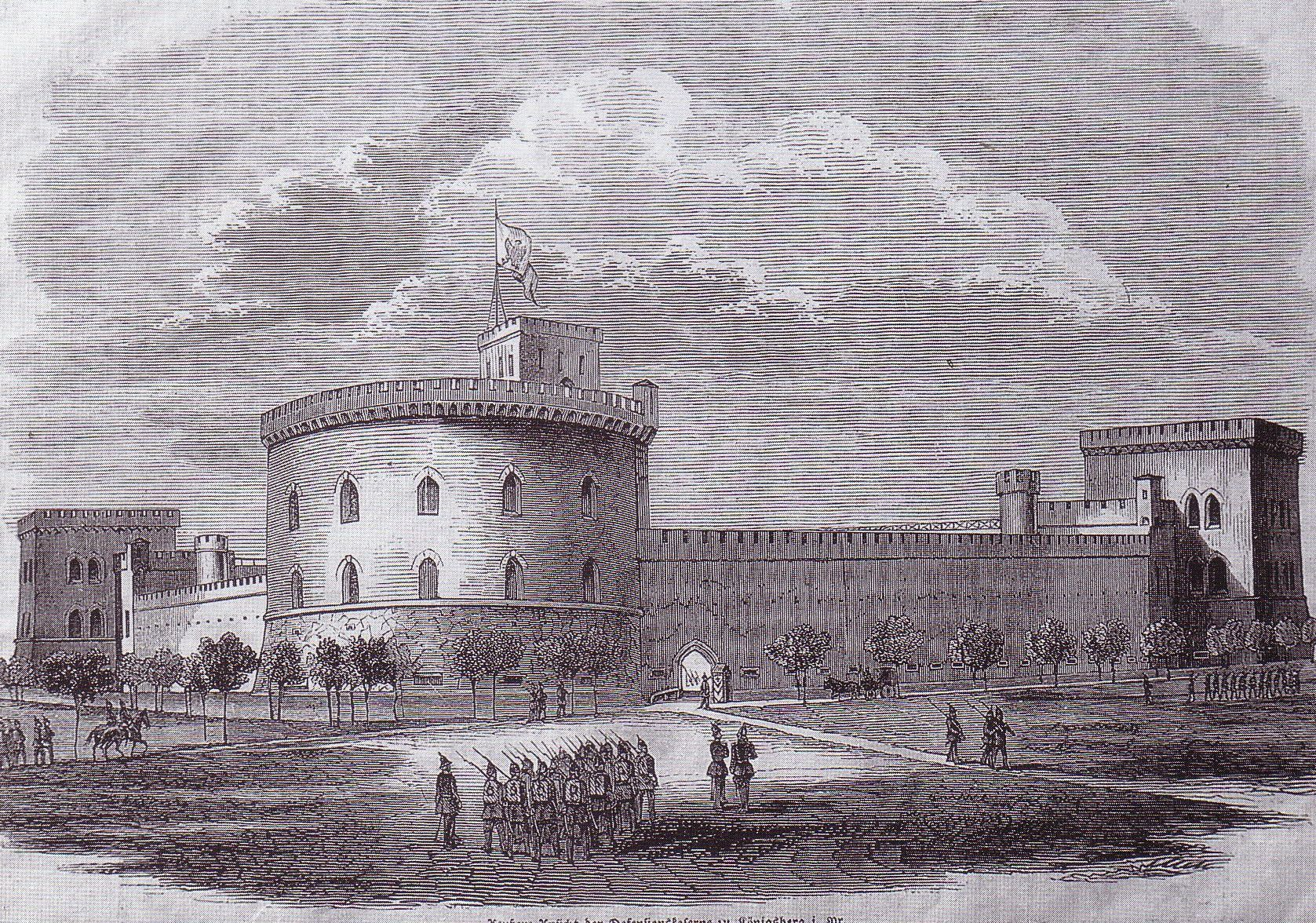
Defensionskaserne Kronprinz

### Herzogtum Preußen
Im Herzogtum Preußen stiftete Georg Wilhelm 1619 in Königsberg das Infanterieregiment Nr. 1. 1642 wurde Königsberg Truppenstandort der Churfürstlichen Leibgarde zu Fuß, der Stammtruppe des Grenadierregiments Nr. 4. Da Schweden vor den Stadtwällen streiften, wurde das Grenadierregiment Nr. 1 aufgestellt; und es wurde auch das Altpreußisches Infanterieregiment No. 11 dort stationiert.

### Königreich Preußen
Im Königreich Preußen erfolgte 1721 die Truppenschau auf dem Kalthöfer Gelände. 1741 wurde die École militaire eingerichtet. Nach der verlorenen Schlacht bei Groß-Jägersdorf räumte Generalfeldmarschall Johann von Lehwaldt Königsberg und Ostpreußen, das von 1758 bis 1762 russisch besetzt war.
1796 wurde das 1. Feldartillerieregiment aufgestellt. Als Königsberg 1807 von napoleonischen Truppen beschossen wurde, räumte General Ernst von Rüchel die Stadt kampflos. Yorck von Wartenburg besetzte die Stadt am 8. Januar 1813. Wenig später rief er zur Gründung der Ostpreußischen Landwehr auf.
1855 wurde die Dragonerkaserne im vorherigen Marstall Unterkunft des Kürassier-Regiments „Graf Wrangel“ (Ostpreußisches) Nr. 3. Nachdem die Festungs- und Feldartillerie 1864 getrennt worden war, entstand das Fußartillerie-Regiment „von Linger“ (Ostpreußisches) Nr. 1.

### Deutsches Kaiserreich

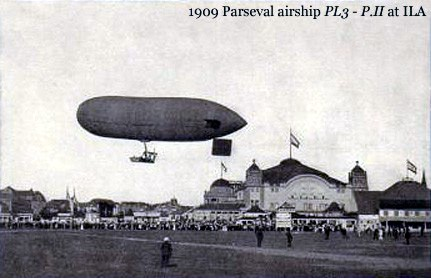
Parseval 3

Das nach 1861 aufgestellte Infanterie-Regiment „Herzog Karl von Mecklenburg-Strelitz“ (6. Ostpreußisches) Nr. 43 hatte drei Bataillone. Nach 1871 bezogen das I. und das III. einen Kasernenneubau auf dem Trommelplatz. Das II. lag in Pillau. 1873 wurde die Kürassierkaserne auf dem Tragheim erbaut. 1874 erhielt die Artillerie die Schießplätze Karschau und Altenberg. 1876 hatte die Garnison Königsberg 5800 Mann und 1100 Pferde.
1879 wurde das Lazarett in der Yorckstraße gebaut. 1880 entstand die neue Kommandantur auf dem Hinterroßgarten. Nach dem Bau der Train-Kaserne (1881) lagen ab 1882 keine Soldaten mehr in Bürgerquartieren. Ab 1887 gab es neben den berittenen auch Meldereiter mit Velozipeden. Das 1819 in Danzig aufgestellte Pionier-Bataillon Nr. 1 wurde 1889 nach Königsberg verlegt.
1891 entstand das Offizierkasino im Gouverneurhaus. 1893 wurde das Samländische Pionier-Bataillon Nr. 18, 1899 das 2. Ostpreußische Feld-Artillerie-Regiment Nr. 52 aufgestellt.
1907 besuchte der Kleine Kreuzer Königsberg seine Patenstadt.
Das 1. Ostpreußische Feld-Artillerie-Regiment Nr. 16 erhielt 1910, das Grenadier-Regiment Nr. 3 1914 neue Kasernen in der Cranzer Allee. 1910 fanden die Fahnenübergabe und das letzte Kaisermanöver in Devau statt. 1914 wurde die Train-Kaserne in Ponarth fertig. Im selben Jahr kam je eine Kompanie des Flieger- und Luftschiffer-Bataillons mit Parseval 3 und Zeppelin 5 in die Luftschiffhalle in Klein Amalienau.
Bei Ausbruch des Ersten Weltkrieges hatte Ostpreußens Provinzialhauptstadt Hilfslazarette im Stadttheater, in den Logenhäusern, in der Stadthalle, im Gewerkschaftshaus, in der Fortbildungsschule, in der Baugewerkschule und im Hotel Deutsches Haus.

### Weimarer Republik
Das Infanterie-Regiment „Herzog Karl von Mecklenburg-Strelitz“ (6. Ostpreußisches) Nr. 43 wurde 1919 aufgelöst. Auch nach der Abtrennung Ostpreußens vom Reich durch den Polnischen Korridor blieb Königsberg eine Festung und die größte Garnison der Republik. Höhere Stäbe waren das Wehrkreiskommando I, die 1. Division, der Artillerieführer I und die Festungskommandantur. Außerdem waren folgende Einheiten in der Stadt garnisoniert:
- Das 1. (Preußische) Infanterie-Regiment lag mit dem I. Bataillon und der 13. Kompanie (Minenwerfer) in der Grenadierkaserne Cranzer Allee und mit dem Ausbildungs-Bataillon in der Trommelplatzkaserne. Im Heer lag das Regiment ab 1935 mit 14 Kompanien in der Grenadierkaserne Cranzer Allee.[2]
- 2. (Preußisches) Reiter-Regiment:

6. Eskadron
- 1. (Preußisches) Artillerie-Regiment:

Regimentsstab, II. Abteilung und Ausbildungs-Batterie
- 1. (Preußisches) Pionier-Bataillon
- 1. (Preußische) Nachrichten-Abteilung
- 1. (Preußische) Kraftfahr-Abteilung:

Stab, 1. und 3. Kompanie
- 1. (Preußische) Fahr-Abteilung:

Stab und 4. Eskadron
- 1. (Preußische) Sanitäts-Abteilung

## Artillerie
Nach der Heeresreform 1864 wurden in Königsberg das Feldartillerie-Regiment 1 und das Festungsartillerie-Regiment 1 gebildet. 1890 kam es zur Aufstellung des Artillerie-Regiments 16, für das eine Kaserne westlich der Haberberger Kirche gebaut wurde. Schließlich wurde 1899 das Feldartillerie-Regiment 52 aufgestellt. 1910 konnte das Feldartillerie-Regiment 16 eine neue Kaserne in der Cranzer Allee Ecke Kanonenweg beziehen. 1919 wurden die drei Artillerie-Regimenter aufgelöst. In der Cranzer Allee lag ab 1920 das Artillerie-Regiment 1 mit der II. Abteilung und der Ausbildungsbatterie.

## Grenadiere
Das Grenadier-Regiment Kronprinz (1. Ostpreußisches) Nr. 1 wurde 1655 aufgestellt. Es galt als das Königsberger Hausregiment. Ende der 1840er Jahre bezog das Regiment die Defensions-Kaserne auf Herzogsacker. Das Grenadier-Regiment „Friedrich Wilhelm I.“ Nr. 3 lag seit 1890 mit zwei Bataillonen in den nördlichen Bastionen des Wallrings. 1914 konnte das ganze Regiment einen modernen Kasernenbau in der Cranzer Allee beziehen. 1919 wurden beide Regimenter aufgelöst.

## Kommandanten
- Eugen Keyler
- Günther von Pappritz ernannt am 1. Oktober 1913
- Hans von Brandenstein, vom 15. Juni 1921 bis zum 30. April 1922
- Otto Lasch, in der Schlacht um Königsberg (1945)

## Kirchen und Friedhöfe
Der Alte Militär-Friedhof lag an der Ostseite der Labiauer Straße vor dem Königstor. Der Neue Militärfriedhof befand sich seit 1870 an der Nordseite der Tapiauer Straße vor dem Sackheimer Tor. Mitten im Zweiten Weltkrieg wurden die Gebeine des 1916 auf Ösel gefallenen Dichters Walter Flex auf den Neuen Militärfriedhof umgebettet.

## Militärmusik

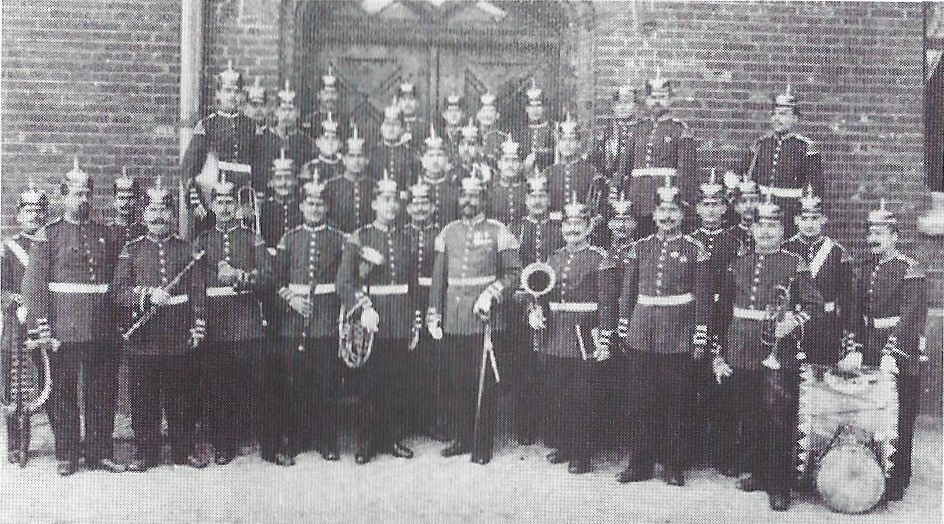
Musikkorps des Grenadier-Regiments „Kronprinz“

Der Aufzug der Wache vor dem Königsberger Schloss mit dem anschließenden Platzkonzert am Königsberger Schlossteich war ein beliebtes Schauspiel. Volkstümlich waren die Musikkapellen der sieben Königsberger Regimenter und der zwei Pionier-Bataillone und die von ihnen veranstalteten Konzerte, besonders die Gartenkonzerte am Schlossteich, in Luisenhöh und im Königsberger Tiergarten sowie im Winter auf der Eisbahn vom Club der Schlittschuhläufer.
Zwei Musikmeister waren aus der Zeit von Wilhelm I. bekannt: Albert Krantz vom Infanterie-Regiment Nr. 43 und Gustav Sabac el Cher vom Kronprinz-Regiment. Auch in der Weimarer Zeit hatte die Garnison sechs Militärkapellen, die vorwiegend in vier Schlossteichgärten und im Tiergarten spielten. Bekannt war der langjährige Stabsmusikmeister Hermann Gareis.